# CA-667
La CA-667 es una carretera autonómica de Cantabria perteneciente a la Red Local y que sirve de acceso a la población de Aja, en el término municipal de Soba, (Cantabria, España).

## Nomenclatura

Indicador

Su nombre está formado por las iniciales CA, que indica que es una carretera autonómica de Cantabria, y el dígito 667 es el número que recibe según el orden de nomenclaturas de las carreteras de la comunidad autónoma. La centena 6 indica que se encuentra situada en el sector comprendido entre las carreteras nacionales N-634 al norte, N-623 al oeste y N-629 al este, y el límite con la provincia de Burgos al sur.

## Historia
Su denominación anterior era SV-5341.
En el año 2008 se licitaron las obras de mejora de la plataforma.

## Trazado
Tiene su origen en la intersección con la CA-256 situada a 2,7 km al oeste del núcleo de Veguilla y su final en el centro de Aja, localidad situada en el término municipal de Soba, municipio por el que discurre la totalidad de su recorrido de 2,8 kilómetros.
Su inicio se sitúa a una altitud de 471 m s. n. m. y el fin de la vía está situada a 612 m s. n. m. con lo que resulta una pendiente media del 5,0%. Para salvar el desnivel indicado, la carretera traza cuatro curvas de herradura.
La carretera tiene dos carriles, uno para cada sentido de circulación, y una anchura total de 5,5 metros sin arcenes.

## Actuaciones
Las actuaciones previstas en el IV Plan de Carreteras ya han sido desarrolladas.

## Transportes
No hay líneas de transporte público que recorran la carretera CA-667 si bien en la intersección con la CA-256 se sitúa una parada de autobús de las siguientes líneas:
- Turytrans: Ramales - La Gándara - Ramales.
- Turytrans: Santander - La Gándara.

## Recorrido y puntos de interés
En este apartado se aporta la información sobre cada una de las intersecciones de la CA-667 así como otras informaciones de interés.
| Esquema                 | PK  | Sentido Aja (creciente) | Sentido Aja (creciente) | Sentido Aja (creciente)                          | Sentido Aja (creciente)                          | Sentido CA-256 (decreciente)                     | Sentido CA-256 (decreciente)                     | Sentido CA-256 (decreciente) | Sentido CA-256 (decreciente) | Incidencias |
| Esquema                 | PK  | Velocidad               | Elemento                | Salida                                           | Salida                                           | Salida                                           | Salida                                           | Elemento                     | Velocidad                    | Incidencias |
| Esquema                 | PK  | Velocidad               | Elemento                | Dir.                                             | Nombre                                           | Nombre                                           | Dir.                                             | Elemento                     | Velocidad                    | Incidencias |
| ----------------------- | --- | ----------------------- | ----------------------- | ------------------------------------------------ | ------------------------------------------------ | ------------------------------------------------ | ------------------------------------------------ | ---------------------------- | ---------------------------- | ----------- |
|                         | 0,0 |                         |                         |                                                  | CA-667 AJA                                       | CA-256 VEGUILLA                                  |                                                  |                              |                              |             |
| CA-256 LA GANDARA HAZAS | 0,0 |                         |                         |                                                  | CA-667 AJA                                       |                                                  |                                                  |                              |                              |             |
|                         | 2,7 |                         |                         | AJA                                              | AJA                                              | AJA                                              | AJA                                              |                              |                              |             |
|                         | 2,8 |                         |                         | Final de la carretera en el núcleo urbano de Aja | Final de la carretera en el núcleo urbano de Aja | Final de la carretera en el núcleo urbano de Aja | Final de la carretera en el núcleo urbano de Aja |                              |                              |             |